# مرأة عربية (لوحة مائية)
المرأة العربية هي لوحة مائيّة رسمها الفنانُ الأمريكي  جون سنجر سارجنت مابين أواخرِ القرن التاسع عشر وأوائلِ القرن العشرين ، وتُعد حالياً ضِمنَ مجموعة متحف المتروبوليتان للفنون. 